# Do trzech razy sztuka
Do trzech razy sztuka – telewizyjny program rozrywkowy, emitowany w latach 1988-1994 w programie drugim Telewizji Polskiej, w sobotnie wczesne popołudnia (około godziny 15:00).

## Zasady programu
W programie walczyły ze sobą dwie drużyny dorosłych uczestników, których członkowie starali się rozwiązać bardzo niekiedy złożone zagadki, zadawane przez dzieci.  Na odtwarzanym z taśmy nagraniu, młodzi bohaterowie opowiadali o wskazanych im przez prowadzących przedmiotach, zjawiskach, osobach itp. Jako że formułowane przez kilkoro dzieci, niektóre wypowiedzi się wzajemnie wykluczały, co uatrakcyjniało zabawę. Zadaniem dorosłych bohaterów było jak najszybsze odgadnięcie, o czym opowiadają dzieci. Mając z tym kłopoty, mogli oni prosić o dalsze odsłony (stąd, tytułowe do trzech razy sztuka). 
Program był wzbogacony nadawanymi w przerwie piosenkami dziecięcymi, w wykonaniu cenionych małych i dorosłych, polskich i zagranicznych, artystów (w tym, jednymi z ostatnich w TVP nagraniami chóru Piccolo Coro dell’Antoniano).  